# Wellspanger-Loiter-Oxbek-System und angrenzende Wälder
Wellspanger-Loiter-Oxbek-System und angrenzende Wälder este o arie protejată (arie specială de conservare — SAC, sit de importanță comunitară — SCI) din Germania întinsă pe o suprafață de 1.434 ha, integral pe uscat.

## Localizare
Centrul sitului Wellspanger-Loiter-Oxbek-System und angrenzende Wälder este situat la coordonatele 54°34′15″N 9°32′27″E / 54.5708°N 9.5408°E.

## Înființare
Situl Wellspanger-Loiter-Oxbek-System und angrenzende Wälder a fost declarat sit de importanță comunitară în septembrie 2004 pentru a proteja 5 specii de animale. Situl a fost protejat și ca arie specială de conservare în ianuarie 2010.

## Biodiversitate
Situată în ecoregiunea continentală, aria protejată conține 18 habitate naturale: Vegetație psamofilă uscată cu Calluna și Genista, Ape stătătoare oligotrofe până la mezotrofe, cu vegetație de Littorelletea uniflorae și/sau de Isoëto-Nanojuncetea, Lacuri eutrofice naturale cu vegetație de tip Magnopotamion sau Hydrocharition, Lacuri și iazuri distrofice naturale, Cursuri de apă de la nivel de câmpie la nivel montan, cu vegetație Ranunculion fluitantis și Callitricho-Batrachion, Pajiști umede nord-atlantice cu Erica tetralix, Pajiști uscate europene, Pajiști cu Molinia pe soluri calcaroase, turboase sau argilos-nămoloase (Molinion caeruleae), Liziere de ierburi înalte hidrofile de câmpie și de nivel montan până la alpin, Fânețe de joasă altitudine (Alopecurus pratensis, Sanguisorba officinalis), Mlaștini turboase de tranziție și turbării mișcătoare, Depresiuni pe substraturi de turbă de Rhynchosporion, Izvoare petrifiante cu formare de travertin (Cratoneurion), Păduri de fag Luzulo-Fagetum, Păduri de fag Asperulo-Fagetum, Păduri acidofile de stejar bătrân cu Quercus robur pe câmpii nisipoase, Mlaștini împădurite, Păduri aluvionare cu Alnus glutinosa și Fraxinus excelsior (Alno-Padion, Alnion incanae, Salicion albae).
La baza desemnării sitului se află mai multe specii protejate:
- amfibieni (1): triton cu creastă (Triturus cristatus)
- mamifere (1): vidră de râu (Lutra lutra)
- nevertebrate (1): Vertigo moulinsiana
- pești (2): Cobitis taenia Complex, cicar (Lampetra planeri)

Pe lângă speciile protejate, pe teritoriul sitului au mai fost identificate 1 specie de amfibieni, 4 specii de mamifere.